# Song Đài Tử
Song Đài Tử (chữ Hán giản thể: 双台子区, âm Hán Việt: Song Đài Tử khu) là một quận của địa cấp thị Bàn Cẩm, tỉnh Liêu Ninh, Cộng hòa Nhân dân Trung Hoa. Quận Song Đài Tử có diện tích 62 km², dân số 200.000 người. Mã số bưu chính của Song Đài Tử là 124000,chính quyền nhân dân quận đóng ở số 32 phố Thắng Lợi. Quận Song Đài Tử được chia ra thành 9 nhai đạo biện sự xứ.
- Nhai đạo biện sự xứ: Đông Phong, Thắng Lợi, Liêu Hà, Hồng Kỳ, Kiến Thiết, Thạch Du, Hóa Công, Song Thịnh, Thiết Đông.